# Javier Baraja Vegas
Javier Baraja Vegas (* 24. August 1980 in Valladolid) ist ein spanischer Fußballspieler. Sein älterer Bruder Rubén Baraja spielte viele Jahre beim FC Valencia.

## Spielerkarriere
Javier Baraja startete seine Karriere in seiner Heimatstadt bei Real Valladolid, für dessen zweite Mannschaft er zunächst spielte, bevor er 2001/02 in seiner ersten Profisaison im A-Team zwei Erstliga-Einsätze hatte. Im Sommer 2002 wechselte Javier Baraja zum Zweitligisten FC Getafe, mit dem er in der Saison 2003/04 erstmals den Aufstieg in Liga 1 erreichte. Da er sich auch in den beiden Jahren in Getafe nicht durchsetzen konnte, zog er einen Wechsel zum damals noch in der Segunda División spielenden B-Team des FC Málaga vor. Dort wurde er Stammspieler und hatte maßgeblichen Anteil am Klassenerhalt.
Nach der Saison kehrte Baraja zum mittlerweile abgestiegenen Real Valladolid zurück, wo er fortan regelmäßig spielte. In der Saison 2006/07 erreichte er mit seiner Mannschaft den souveränen Aufstieg in die erste Liga. Nach drei Jahren musste der Klub am Ende der Saison 2009/10 in die Segunda División absteigen, wo Baraja dem Verein treu blieb.

## Erfolge
- 2003/04 – Aufstieg in die Primera División mit FC Getafe
- 2006/07 – Aufstieg in die Primera División mit Real Valladolid